# لورشاو
لورشاو (به آلمانی: Lürschau) یک شهر در آلمان است که در اشلسویگ-فلنسبورگ واقع شده‌است. لورشاو  ۱٬۱۳۰ نفر جمعیت دارد.